# Волжский проспект (Самара)
Во́лжский проспе́кт — улица в городском округе Самара, часть самарской набережной. Расположен в Ленинском и Октябрьском районах, вдоль левого берега реки Волги.
Продолжая улицу Куйбышева, которая в районе драматического театра и Струковского сада спускается к Жигулёвскому пивзаводу, Волжский проспект берёт начало от улицы Вилоновской, пролегая между пивзаводом и Иверским монастырём.
Пересекается со Студенческим переулком, улицей Маяковского, улицей Чкалова (от неё остался здесь «Чкаловский спуск»), Полевой улицей и встречаясь с Лесной улицей («Первомайский спуск») — далее переходит в неё.

## История
Вплоть до второй половины XX века берег Волги использовался в сугубо практических целях: на месте Волжского проспекта находились пристани, хлебные амбары, рынок, материальные склады, биржи строевого леса и дров. К ним вела улица Пристанская.
В 1958—1961 годах была сооружена вторая очередь набережной на участке между Студенческим переулком (бассейн ЦСК ВВС) и заводом «Кинап», протяжённостью 1400 метров. В 2011 году она была реконструирована: общая планировка сохранена, убраны нестационарные кафе и киоски, заменены фонари уличного освещения, пешеходная часть выложена плиткой, реконструирован фонтан около бассейна, появилась велодорожка.

## Здания и сооружения
- Жигулёвский пивоваренный завод
  - Пивной бар «На дне»
  - Ресторан «У Вакано»

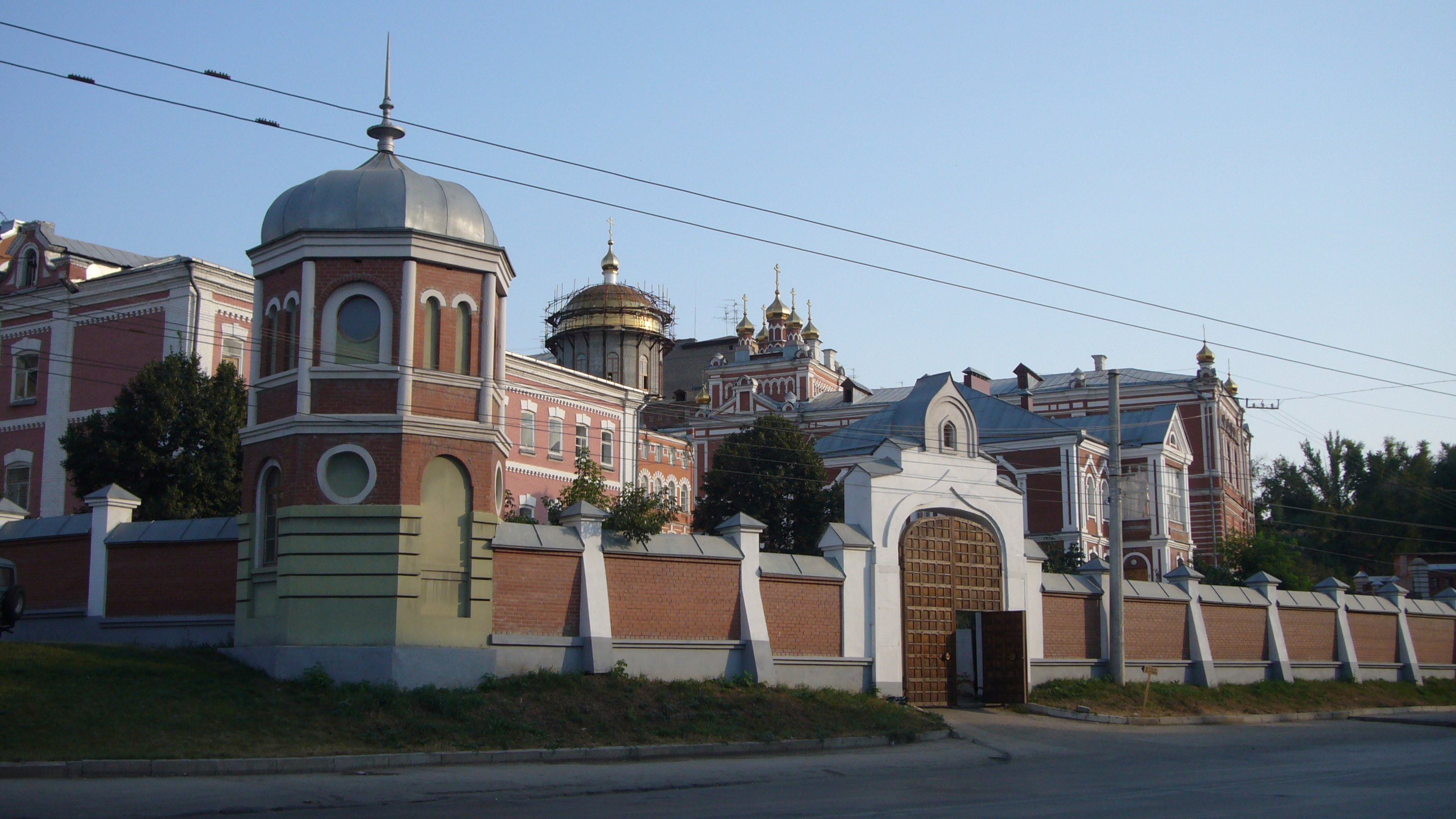
Иверский женский монастырь

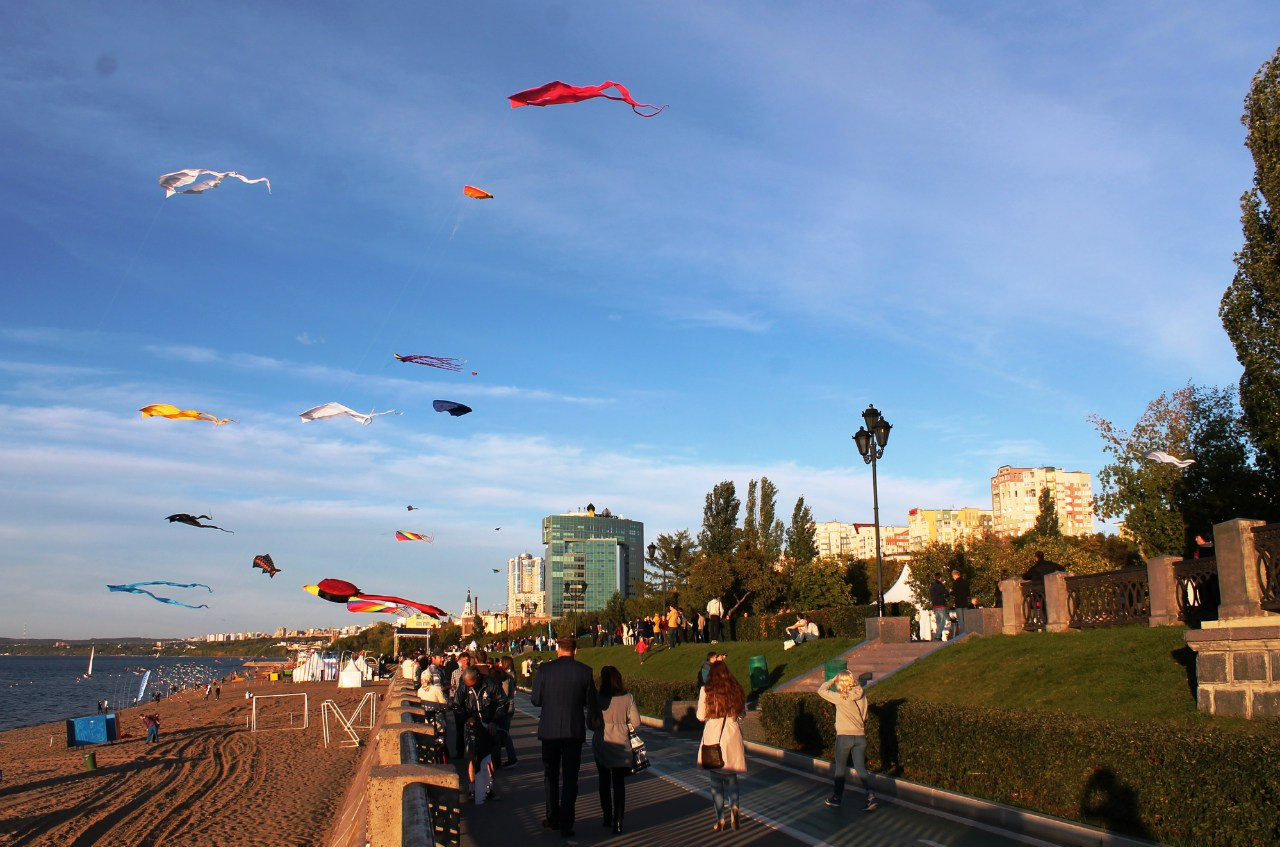
Запуск воздушных змеев со второй очереди и пляжа набережной на фестивале «Волгафест». Вдали виднеется здание «Самаранефтегаз»

- Административное здание Главного управления Банка России по Самарской области
- Иверский женский монастырь[2]
- № 8 и  № 8 с литерами — Самарская ГРЭС
- Скульптурная композиция «Кошка на батарее» (скульптор Николай Куклев). Установлена 19 октября 2005 года в честь полуторавекового юбилея изобретения отопительной батареи на стене проходной Самарской ГРЭС[3]
- № 19 — «Дом профсоюзов». В нём располагается Управление Государственной охраны объектов культурного наследия Самарской области.
- Бассейн ЦСКА[4]
- Вторая очередь самарской набережной (от бассейна до «Кинапа»)
- № 29 — Гостиница «Волга»[5] и одноимённый ресторан при ней[6]
- Рестораны на набережной (отдельно стоящие здания)
- На первом этаже дома № 37 в советское время располагался стереокинотеатр «Волна», а в самом доме жили ректор медуниверситета Александр Фёдорович Краснов, актёр Александр Иванович Демич и его сын Юрий Демич[7].
- № 43 — Детская музыкальная школа имени М. И. Глинки (бывшая музыкальная школа № 3)
- В доме № 47 до 1972 года жил Народный артист РСФСР Засухин, Николай Николаевич с женой Ниной Ильиничной[7].
- № 50 — Административное здание компании «Самаранефтегаз»[8]
- Развлекательно-спортивный комплекс «Кинап» на Лесной ул. Такое необычное название досталось «по наследству» от Куйбышевского завода киноаппаратуры, который располагался на этом месте[9] и чьи корпуса стали основой для современного досугового центра.

### Жилые дома
Стоящие сейчас на проспекте жилые дома начали строить одновременно с благоустройством набережной, первые дома были сданы в эксплуатацию уже в 1955—1956 годах, ещё до завершения работ на набережной. И сегодня, несмотря на свой возраст, эти многоэтажные «сталинки» с видом на Волгу пользуются популярностью у самарских жителей. Однако по некоторым градостроительным проектам эти дома признаются ветхими и предлагаются к сносу.

## Почтовые индексы
- 443071
- 443072
- 443010[13]

## Транспорт
Сейчас по Волжскому проспекту ходят автобусы муниципальных и коммерческих маршрутов:
- муниципальный автобус № 61
- коммерческие автобусы № 207[14], 247, 261[15]

В 1960 году по проспекту была проложена троллейбусная линия и пущен троллейбусный маршрут № 11 — от Крытого (Губернского) рынка до Первомайского спуска (позже был продлён почти до ул. Соколова). В 1966-м году в строй введена дополнительная тяговая подстанция № 13. В 1991 году маршрут был изменён, а позже закрыт в связи со строительством метрополитена.

## События на Волжском проспекте
В 2005 году на стене Самарской ГРЭС был установлен «Памятник отопительной батарее». Событие было приурочено к 150-летию изобретения отопительной батареи. Бронзовая композиция скульптора Николая Куклева изображает кошку, которая нежится на подоконнике над батареей отопления. Прообразом композиции стали старейшие в городе отопительные радиаторы, которые в начале XX века были установлены в здании Самарского художественного музея.
Вечером 1 июня 2007 года часть проспекта от Самарской ГРЭС до гостиницы «Волга» стала театральной площадкой: в рамках фестиваля «Французская весна» театр «Кидам-Инкогнито» представил уличный спектакль «Мечта Эрбера».
25 сентября 2011 года рядом с бассейном ЦСКА открылся реконструированный фонтан, он стал музыкальным и со световыми эффектами.